# Sladka smetana
Sladka smetana je mlečna maščoba pridobljena iz mleka.
Sladko smetano pridobivajo s pomočjo posnemalnika. Posnemalnik je posebna mlečna centrifuga sestavljena iz stožičastih krožnikov, ki se zavrtijo večtisočkrat v minuti in tako ločujejo maščobno snov iz mleka. Iz 100 kg mleka tako pridobijo preko 16 kg smetane, ki mora vsebovati najmanj 15% mlečne maščobe. V posnetem mleku pa ostane vsaj še 0,6% maščobe. Posneto mleko, ki ostane po posnemanju ima razen zmanjšane vrednosti maščobe vse ostale sestavine mleka. Smetana pridobljena s posnemanjem ne sme imeti trpkega, prekislega ali grenkega okusa, ne sme dišati po trohnobi, gnilobi ali plesni ter ne sme vsebovati tujih primesi.
Po količini maščobe se razlikujejo naslednje vrste sladke smetane:
- kavina smetana, ki mora imeti 10 - 15% maščobe;
- smetana za izdelavo masla, ki ima 20 - 25% maščobe in
- stepena smetana, ki ima nad 25% maščobe